# 銚子電気鉄道デキ3形電気機関車
デキ3形電気機関車（デキ3がたでんききかんしゃ）は、銚子電気鉄道が所有する直流用電気機関車である。銚子電気鉄道唯一の電気機関車であり、デキ3の1両のみ在籍している。
日本の1,067mm軌間の電気機関車としては、現存最小である。

## 概要
1922年（大正11年）にドイツのアルゲマイネ社で製造された、全長わずか4.5mほどの凸型電気機関車である。元は山口県宇部の沖ノ山炭坑（現・UBE）の専用線（沖ノ山旧鉱 - 新沖山　現在は廃止）で運用された。
前後のボンネットには抵抗器が収められている。
1930年（昭和5年）、宇部電気鉄道が沖ノ山旧鉱 - 新沖山を引き継いだが、同社の車籍に入らず、銚子電気鉄道に売却されるまでの動向は不明である。1941年（昭和16年）に銚子電気鉄道に移籍し、デキ3に改称。ヤマサ醤油の工場へ原料塩などの材料を運んでいた。1984年（昭和59年）の貨物営業廃止に伴い、営業運転から退いた。
2015年現在は仲ノ町車庫で動態保存され、有志により修理・点検がなされている。仲ノ町車庫内の見学は仲ノ町駅窓口で入場券を購入すれば可能。車籍は存置されているが、資金不足により法定検査期限が切れており、本線走行はできない。2009年秋から2013年2月までの間は、黒の単色塗装から上半分クリーム色・下半分赤の旧塗装色にリバイバル塗装されていた。また2012年春には、生誕90周年記念として集電装置がビューゲルから登場時のポールに換装された。
2016年には白に近い灰色に塗り替えられて市川市にある千葉県立現代産業科学館に貸し出されて展示された。これは更に黒を上塗りするつもりが間に合わなかったためだという。

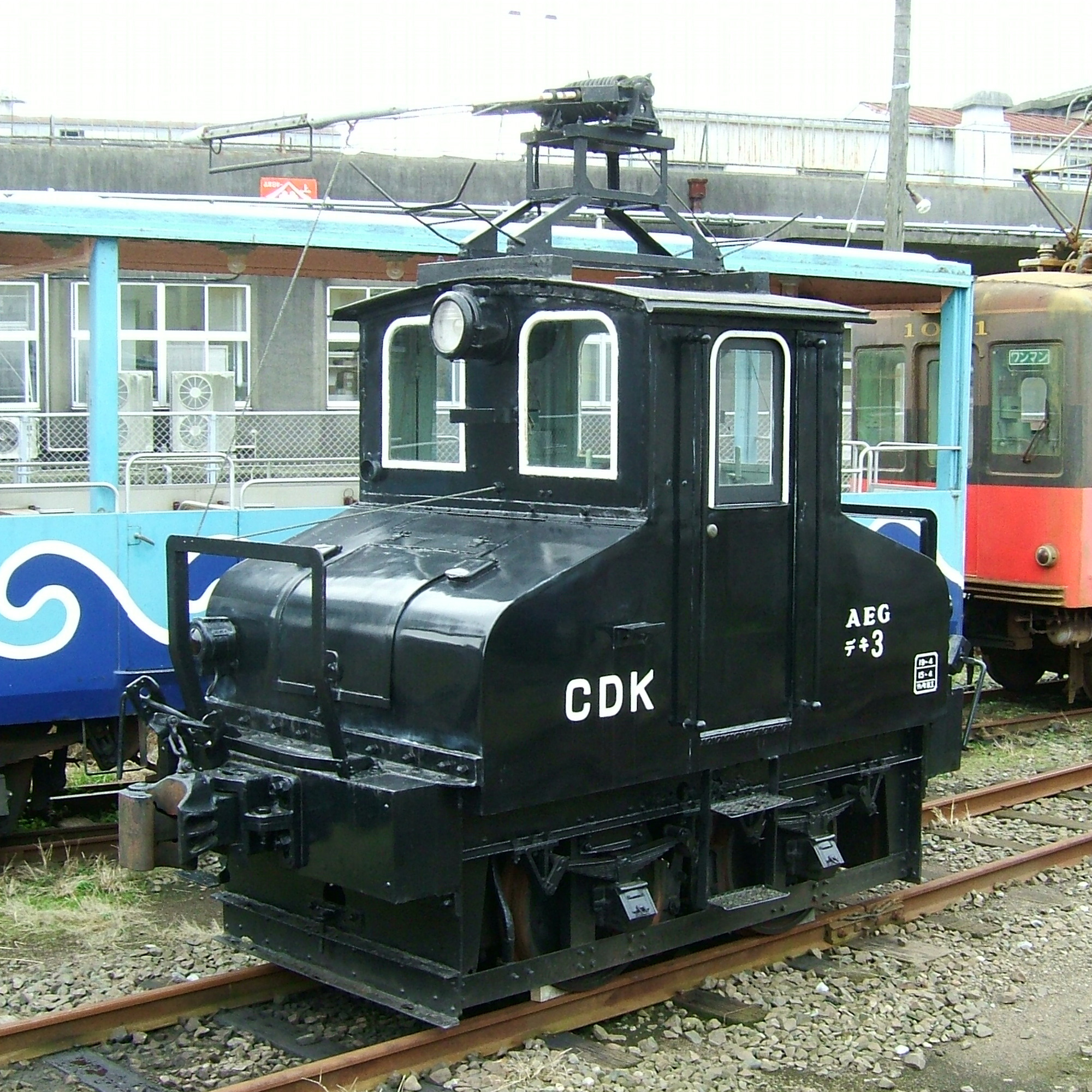
仲ノ町車庫にてデキ3形（2006年撮影）
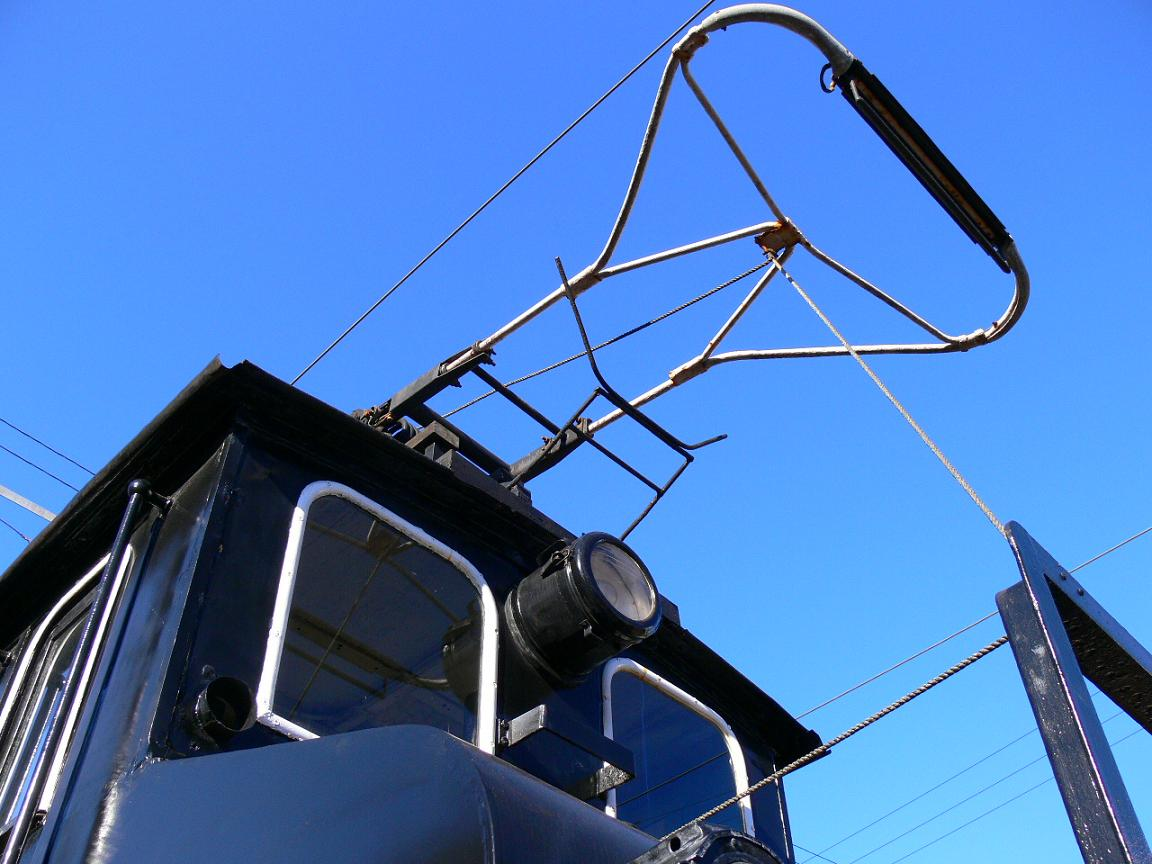
デキ3に備わる集電装置のビューゲル（2006年撮影）